# Isognomon recognitus
Isognomon recognitus är en musselart som först beskrevs av Mabille 1895.  Isognomon recognitus ingår i släktet Isognomon och familjen Isognomonidae. Inga underarter finns listade i Catalogue of Life.